# 小行星5230
小行星5230（5230 Asahina，朝比奈）是一颗绕太阳运转的小行星，为火星轨道穿越小行星。该小行星由J. Alu于1988年3月10日在帕洛马山天文台发现。

## 轨道参数
小行星5230的轨道半长轴为2.4009391 UA，离心率为0.372。